# Complejo El Vergel
El Complejo El Vergel es una cultura arqueológica del período agroalfarero tardío de parte de Chile y Argentina. 

## Descripción
El Vergel aparece entre el 1100 d. C. y 1500 d. C., entre Angol y la Zona de Huilío, inmediatamente al sur de Toltén,alcanzando hasta la actual provincia de Neuquén, en Argentina. A esta nueva forma cultural se la reconoce como complejo Vergel, el cual se establece en ese territorio sobre la forma cultural del Pitrén; lo que se manifiesta claramente en los contextos funerarios de carácter cerámico.

### Localización geográfica
Puede establecerse un límite territorial para El Vergel entre el Toltén y el Cordón Mahuidanche- Lastarria (aproximadamente a la altura de Villarrica-. Loncoche), el que actuó como un límite para la dispersión de la cultura de este complejo; permitiendo que aun existiera paralelamente grupos Pitrén en los sectores lacustres de la precordillera andina y la sección meridional, como también a más al sur de este territorio.

### Relación con Complejo Pitrén
Se superpone sobre las formas Pitrén una propuesta cultural diferente, la que, al menos en su alfarería, sigue un curso semejante al que se puede apreciar entre los pueblos alfareros de más al norte y que ha sido denominada como "El Vergel", por haber sido encontrada en un predio agrícola de ese nombre, a pocos kilómetros de dicha ciudad, donde se encuentra en la actualidad el Museo Histórico Dillman S. Bullock. El complejo El Vergel basaba su productividad en lo agrícola y las condiciones ecológicas y climáticas que brindaba el sector oriental tampoco eran favorables, se ha planteado que tampoco el mismo llegó a este sector y, se plantea entonces, más sostenidamente, que el complejo Pitrén basaba su economía en la recolección, esta vez asociada al consumo del piñón.

### Asentamientos
Sus asentamientos eran dispersos, no encontrándose nada parecido a aldeas en su área de poblamiento.Se han encontrado asentamientos El Vergel en los alrededores de Temuco y en Angol. Esto en correlación a lugares adecuados para la agricultura. 

### Agricultura
Es muy probable que en esta época se extendiera el cultivo de maíz, complementado con el de porotos, ají, zapallo y quínoa. 

### Cría de animales
Asimismo también, se domestica el Chiliweke o la llama de los Andes, un auquénido que posiblemente corresponda a una llama aclimatada a la altura y clima del valle central. 
Hasta la llegada de los españoles, el único animal domesticado era el Chiliweke. Se supone que esto fue lo que le entregaron al Capitán español que nombró a la Bahía del Carnero en su honor.

### Alfarería
Una particularidad de este Complejo datado entre el 1000 y el 1300 de nuestra era, es que divide en dos fases de acuerdo a su alfarería.
Una fase más temprana con alfarería monocroma y una más tardía, bi o tricroma ( rojo, blanco y negro). En El Vergel bícromo se reconocen jarros asimétricos, urnas y jarros simétricos y comparten características de formas y estilos con Pitrén, además de pipas de piedra y cerámica, instrumentos musicales (pitos), piedras horadadas, hachas votivas o cetros de mando y abundantes manos y morteros de piedra. El Complejo Tirúa sería una derivación costera del complejo con la diferencia que allí se encontraron jarros cuencos, y algunas botellas bícromas en rojo oscuro o negro sobre blanco, con chevrones en bandas y diseños geométricos.

### Otras manifestaciones artísticas
En el periodo intermedio se popularizaron trabajos de piedra de esquisto pulida con estatuillas antropomorfas con los miembros insinuados.
Puede haber relación entre El Vergel y grabados de roca con ideación de fertilidad en forma de vulvas.

### Ritos funerarios
El rasgo más clásico de esta cultura son sus urnas funerarias encontradas en gran número en la periferia de Angol. Hasta Chiguayante en la VIII región se localizó el área de influencia de esta cultura. Sus rituales funerarios también eran complejos desde inhumaciones simples en tierra, en cestas, en urnas cerámicas y en ataúdes de madera o Wampos. La mayoría de los sitios de cementerios están ubicados cerca de los ríos de manera que es coherente pensar que sus asentamientos residenciales no se ubicaban lejos de ellos.

### Enteógenos
Aparece una gran cantidad de pipas entre 1100 y 1300 d. C. en los ríos Bio Bio y Toltén, en la costa, y también en Queule y Chan Chan. También e Nahuelbuta, en Purén, Contulmo, Lanalhue, Cañete, Paicaví, Antiquina, Quidico y en Tirúa, en el Valle de Temuco y en el sitio Challupen (Lago Calafquén asociado a Pitrén ), más al norte en la Cuenca del Maule hay gran evidencia de ellas durante el alfarero temprano en la desembocadura del Maule y en la Isla Mocha. Existió una larga tradición fumatoria en la zona centro sur desde el 600 d. C que perdura hasta ahora. Las crónicas avalan esta costumbre arraigada en el pueblo mapuche durante la época de la conquista hispánica y durante los parlamentos indígenas-españoles.